# Inertni plin
Inertni plin je nereaktiven plin, ki se uporablja za kemijske sinteze, kemijske analize, ali za zaščito reaktivnih materialov. Inertni plini so izbrani za posebne primere, za katere so funkcionalno inertni, saj je treba vzeti upoštevati stroške uporabe in čiščenja plina. Neon in argon sta najpogostejša inertna plina za uporabo v kemiji in pri arhiviranju.
Za razliko od žlahtnih plinov, inertni plin ni nujno v elementarni sestavi, pogosto se pojavlja kot spojina. Kot pri žlahtnih plinih, je tudi pri vseh inertnih plinih, tendenca za ne-reaktivnost posledica popolne zasedenosti zunanje elektronske lupin.   To je težnja, ne pravilo, saj žlahtni plini in drugi "inertni" plini lahko reagirajo in tvorijo spojine.

## Uporaba
Pri uporabi v pomorstvu, se izraz "inertni plin" uporablja za pline z nizko vsebnostjo kisika, ki se uporabljajo za polnjenje praznih prostorov v in okoli cistern za zaščito pred eksplozijami. Obstajata dve vrsti inertnega plina, ki sta bodisi na osnovi dušika ali dimnih plinov ogljikovega dioksida.
Pri podvodnem potapljanju je inertni plin sestavni del dihalne zmesi, ki ni metabolično aktivna, ter služi za redčenje mešanice plinov. Inertni plin lahko vpliva na potapljača, pri čemer so mišljeni predvsem fizični učinki, kot so poškodbe tkiva, ki jih povzročajo mehurčki dekompresijske bolezni. Najpogosteje uporabljena inertna plina v dihalnem plinu za potapljanje sta dušik in helij.
Zaradi takšnih lastnosti se uporablja za gašenje (inertni plini gasijo ogenj pri njegovem nastanku s spodrivanjem kisika. Ker ta gasilna sredstva po gašenju ne puščajo usedlin, so predvsem primerna za zaščito visoke tehnologije in neprecenljive kulturne dediščine) in varjenje (plin je tisti, ki ne reagira s talino zvara).

## Proizvodnja
Elementarne inertne pline dobimo z izparevanjem iz kondenziranega zraka pri karakterističnem parnem tlaku.
Inertni plini na osnovi dušika se proizvajajo na krovu kemičnih tankerjev in na transporterjih (manjše ladje) s kompresorji in membrano specifično za dušik.
Inertni plin se proizvaja na krovu tankerjev prevoznikov surove nafte (nad 20000 ton), z uporabo sistema dimnih plinov ali s sežiganjem kerozina v namenskem generatorju inertnega plina. Sistem dimnih plinov uporablja kot svoj vir izpušni kotel, zato je pomembno, da je razmerje goriva in zraka v kotlu gorilnikov ustrezno regulirano, tako je zagotovljena proizvodnja visoko kakovostnih inertnih plinov. Prevelika količina zraka bi imela za posledico, da bi presegli prisotnost vrednost 5% kisika v inertnem plinu, preveč kurilnega olja pa bi povzročilo prenos nevarnih ogljikovodikov. Dimni plini se očistijo in ohladijo v čistilnem stolpu. Različne varnostne naprave preprečijo nadtlak, vračanje ogljikovodikovega plina v strojnico ali pa dobavo inertnih plinov s previsoko koncentracijo kisika.
Plinski tankerji in transporterji (manjše ladje) se ne morejo zanašati na sistem dimnih plinov (ker zahtevajo inertni plini vsebnost O2  v višini 1% ali manj) in zato uporabljajo generator inertnih plinov. Generator inertnih plinov je sestavljen iz zgorevalne komore in čistilnega stolpa, ki ju oskrbuje hladilna enota, ki hladi plin. Sušilec, ki deluje paralelno s sistemom, odstrani vlago iz plina pred dobavo tega na krov.
Za pravilno delovanje je treba zagotoviti redno umerjanje in testiranje opreme.

## Vloga
Zaradi nereaktivnosti se inertni plini pogosto uporabljajo za preprečevanje nezaželenih kemijskih reakcij. Na primer, molekularni dušik je molekularni inertni plin, ki se pogosto uporablja pri pakiranju hrane, saj zagotovi, da se med transportom hrana ne pokvari. Nobena bakterija ali gliva namreč ne more uspevati (se razmnoževati) brez reaktivnih plinov kisika ali ogljikovega dioksida, ki ju molekularni dušik izpodrine. Večina obstoječih celic na zemlji namreč za funkcioniranje potrebuje reakcije v katerih ti (reaktivni) plini sodelujejo.  Najpomembneje je, da molekularni dušik kot inertni plin ne povzroči reakcije, ki bi potekala v hrani, ne spreminjanja okusa in vonja, niti ne povzroča kemijske reakcije v človeškem telesu. Tako se inertni plin uporablja kot konzervans pasivno, za preprečevanje biološkega razpada, medtem ko ga potrošnik ne zazna, saj čuta za okus in vonj zahtevata kemično reakcijo, da bi poslala signal v možgane. To je v nasprotju z aktivnimi konzervansi, ki reagirajo z biološkim materialom bakterij, gliv in hrano samo. Aktivni konzervansi spreminjajo okus ali vonj hrane, ali pa celo delujejo neposredno na mehanizme zaznavanja okusa in vonja potrošnikov.
Kemiki včasih izvajajo poskuse na spojinah občutljivih na zrak, zato so bile razvite tehnike za izvajanje poskusov pod inertnim plinom.
Žlahtni plini se pogosto uporabljajo kot polnilni plin v sijalkah, ki delujejo na principu razelektritve plina, kot so "neonske luči". Uporabljajo za izdelavo svetlobnih napisov v različnih barvah. Uporabljajo se tudi v tako imenovanih "excimer" laserji pri refrakcijskih operativnih posegih.

## Varjenje
Pri plinskem varjenju volframa (Gas Tungsten Arc Welding  ali GTAW) se inertni plini uporabljajo za zaščito volframa pred kontaminacijo. Prav tako ščiti tekoče kovine (ustvarjen iz loka) od reaktivnih plinov v zraku, ki lahko povzroči poroznost vara. Inertni plini se uporabljajo tudi v plinskem obločnem varjenju kovin (GMAW) za varjenje barvnih kovin. . Nekateri plini, ki se jih običajno ne šteje med inertne, se pa obnašajo kot inertni plini v vseh okoliščinah, se lahko v nekaterih primerih pogosto pojavijo kot nadomestek za inertni plin. To je uporabno, ko je mogoče najti ustrezen psevdo-inerten plin, ki je poceni in ga je obilo na razpolago. Na primer ogljikov dioksid se včasih uporablja v plinskih zmeseh za plinsko obločno varjenje kovin, ker ni reaktiven na zvar ustvarjen pri obločnem varjenju, je pa reaktiven na lok. Več kot je dodanega ogljikovega dioksida inertnemu plinu, kot je argon, večja bo penetracija pri varjenju. Količina ogljikovega dioksida je odvisna od vrste prenosa pri plinskem obločnem varjenju kovin. Najpogostejši je ti "Spray Arc Transfer", in najpogosteje se zanj uporablja plinska mešanica 85% argona in 15% ogljikovega dioksida. (ki ima različna imena odvisno od dobavitelja plina).

## Inertni plin za zaščito
Na tankerjih za prevoz nafte in naftnih derivatov se inertni plini uporabljajo za preprečevanje nevarnosti eksplozije hlapov v rezervoarjih za tovor ali bunkerjih, tako da preprečujejo hlapom, da ne pridejo v eksplozivno območje. Inertni plin ohranja prisotnost kisika v atmosferi rezervoarja za tovor pod 8% (za prevoznike surove nafte, manj pa za plinske tankerje), kar preprečuje, da bi prišlo do vžiga zmesi plinastih ogljikovodikov in zraka v rezervoarju. Inertni plin je pomemben pri praznjenju ter med potovanjem ker obstaja večja možnost sproščanja balastnih ogljikovodikovih hlapov v atmosferi rezervoarja za tovor. Inertni plin se lahko uporablja tudi pri prezračevanju hlapne atmosfere v rezervoarju, v pripravi na plinsko sprostitev - zamenjavo atmosfere z običajnim zrakom - ali obratno.
Cargo rezervoarji na plinskih transporterjih niso inertni, je pa inerten prostor okoli njih. Ta ureditev omogoča, da se rezervoarji ohranjajo hladni, medtem ko je plovilo v balastu pri čemer pa ohranja protieksplozijsko zaščito z inertnim plinom.

## Seznam inertnih plinov
- Helij (He)
- Neon (Ne)
- Argon (Ar)
- Kripton (Kr)
- Ksenon (Xe)
- Radon (Rn)
- Žveplov heksafluorid (SF6)
- Dušik (N2)

Dušik je zelo inerten, a tvori več spojin, med njimi dušikov oksid, amonijak in dušikov dioksid, in zato ni inertni plin.